# Нашуа (Айова)
Нашуа (англ. Nashua) — місто (англ. city) в США, в округах Чикасо і Флойд штату Айова. Населення — 1551 особа (2020).

## Географія
Нашуа розташована за координатами 42°57′1″ пн. ш. 92°32′33″ зх. д. / 42.95028° пн. ш. 92.54250° зх. д. (42.950393, -92.542538).  За даними Бюро перепису населення США в 2010 році місто мало площу 8,14 км², з яких 7,46 км² — суходіл та 0,67 км² — водойми.

## Демографія
Згідно з переписом 2010 року, у місті мешкали 1663 особи в 712 домогосподарствах у складі 456 родин. Густота населення становила 204 особи/км².  Було 787 помешкань (97/км²).
Расовий склад населення:
| - 98,6 % — білих - 0,5 % — азіатів - 0,4 % — чорних або афроамериканців |

До двох чи більше рас належало 0,5 %. Частка іспаномовних становила 0,1 % від усіх жителів.
За віковим діапазоном населення розподілялося таким чином: 26,0 % — особи молодші 18 років, 54,0 % — особи у віці 18—64 років, 20,0 % — особи у віці 65 років та старші. Медіана віку мешканця становила 38,4 року. На 100 осіб жіночої статі у місті припадало 96,6 чоловіків;  на 100 жінок у віці від 18 років та старших — 89,2 чоловіків також старших 18 років.
Середній дохід на одне домашнє господарство  становив 60 191 долар США (медіана — 46 121), а середній дохід на одну сім'ю — 70 368 доларів (медіана — 57 589). Медіана доходів становила 45 556 доларів для чоловіків та 26 983 долари для жінок. За межею бідності перебувало 6,6 % осіб, у тому числі 2,6 % дітей у віці до 18 років та 12,1 % осіб у віці 65 років та старших.
Цивільне працевлаштоване населення становило 780 осіб. Основні галузі зайнятості: освіта, охорона здоров'я та соціальна допомога — 26,4 %, виробництво — 26,2 %, роздрібна торгівля — 17,1 %.